# 在中華民国パラオ大使館
在中華民国パラオ大使館（英語: Embassy of Palau in the Republic of China、繁体字中国語: 帛琉駐中華民國大使館）は、パラオが中華民国（台湾）の首都台北市に設置している大使館である。1999年12月29日に両国間の外交関係が樹立された後、2001年10月4日に大使館が開設された。

## 住所
台北市士林区天母西路62巷9號5樓

## 大使
2022年10月4日、デイヴィッド・アダムズ・オッルケム（繁体字中国語: 歐儒侃、英語: David Adams Orrukem）が蔡英文総統に信任状を捧呈して、爾後、特命全権大使を務めている。
歴代大使からは大統領を輩出している。2001年から2008年にかけて初代大使を務めたジョンソン・トリビオンが、2009年から2013年まで大統領として在任していた。